# Куортане
Куортане (фін. Kuortane) — громада в провінції Південна Остроботія, Фінляндія. Загальна площа території — 484,89 км², з яких 22,72 км² — вода.

## Історія
20 серпня (1 вересня) 1808 року під час російсько-шведської війни 1808—1809 рр., біля Куортане відбулася битва між шведськими військами під керівництвом генерала Адлеркрейца і частинами російської імператорської армії під командуванням графа Каменського.

## Демографія
Станом на 31 грудня 2015 року в громаді Куортане мешкало 3715 осіб.
Фінська мова є рідною мовою для 99,16 % мешканців, а шведська — для 0,05 % мешканців. Інші мови є рідними для 0,79 % мешканців громади.
Віковий склад населення:
- до 14 років — 15,2 %
- від 15 до 64 років — 59,31 %
- від 65 років і більше — 25,69 %

Якщо робити розподіл населення відповідно до років, то відбулись наступні зміни:
| Рік  | Чисельність |
| ---- | ----------- |
| 1980 | 5004        |
| 1990 | 4863        |
| 2000 | 4457        |
| 2010 | 3943        |
| 2011 | 3935        |

## Відомі вихідці
Клеметті Хейккі (1876—1953) — фінський композитор, музикант, хоремейстер, музичний критик, родоначальник Фінської школи хоральної музики.